# Дудич Олена Олексіївна
Олена Олексіївна Дудич (нар. 16 вересня 1962) — українська та білоруська акторка театру і кіно.

## Життєпис
Народилась у 1962 році. Мати працювала головною бухгалтеркою театру в м. Дрогобич на Львівщині.
Вищу освіту здобула у Київському інституті театрального мистецтва ім. І. Карпенко-Карого.
Має доньку Марію, кастинг-директорку на студії «Стар-Медіа».

## Творчість
З 1986 року Олена Дудич працює в Могильовському обласному драматичному театрі у Білорусі. З 2016 року — в трупі Київського театру «Сузір'я». Також грає у Львівському академічному обласному українському музично-драматичному театрі імені Юрія Дрогобича.

## Ролі в театрі
Могильовський обласний драматичний театр
- «Святковий сон або Одруження Михайла Бальзамінова» О. Островського — Мотрона, кухарка у Бальзамінова
- «Вона у відсутності любові і смерті» Е. Радзинського — Мати
- «Вшанування» Б. Слейда — Меггі
- «Трамвай „Бажання“» Т. Вільямса — Бланш
- «Вільна пара» Д. Фо — Антонія
- «Якби я знала, що ти прийдеш, я б спекла тобі пиріг» Б. Слейд — Доріс
- «КІМ» А. Дударєва — Лена
- «Винахідлива закохана» Л. де Вега — Херарда
- «Школа блазнів» М. де Гельдерод — Біоррон
- «Наречена з Парижа» Б. Рацера, В. Константинова — Арлет
- «Двоє з великої дороги» В. Мерешко — Вона
- «Тільки Він має право мене розбудити» за мотивами роману «Оскар і рожева пані» Е. Шмітта — Оскар
- «Піжама для шістьох» М. Камолетті — Жаклін
- «Пора зайнятися світлою стороною життя» Н. Саймона — Елів Новаццо / Боббі Мітчел / дружина Барні / Дженет Фішер
- «Едіт Піаф. Гарчащий горобець» — Едіт Піаф
- «Сільвія» А. Герні — Кейт
- «Мадонна, як я втомилася!» Е. Філіппо — Філумена

Львівський обласний академічний музично-драматичний театр імені Юрія Дрогобича
- 2017 — «Маргарита і Абульфаз» моновистава за романом «Час Second-Hand» Світлани Алексієвич; реж. Ірина Калашнікова[3].

### Фільмографія
- 2006 — Саквояж зі світлим майбутнім — епізод
- 2007 — Гальмівний шлях
- 2007 — Надія як свідчення життя — епізод
- 2007 — Доярка з Хацапетівки — секретарка Буличова
- 2009 — Сільський романс — барменша
- 2010 — Я тебе нікому не віддам — епізод
- 2011 — Лісник (фільм № 11 «Злодюжка») — Тамара, дружина Риндіна
- 2013 — Я поруч — Валя
- 2013 — Птах у клітці — епізод
- 2013 — Подвійне життя — Марія Фрязіна, репродуктолог
- 2014 — Злочин у фокусі — Кельська
- 2014 — Брат за брата-3 — мати Варламова
- 2015 — Вирок ідеальної пари — Рита Єгорівна, замовниця
- 2015 — Офіцерські дружини — Марія Козуб, мати Варі
- 2015 — Нюхач-2 — куратор групи
- 2015 — Особистий інтерес — Звєрєва, полковник
- 2016 — Я люблю свого чоловіка — мати Ольги
- 2016 — Одинак
- 2017 — Термін давності — Старша (в титрах не зазначена)
- 2017 — Фахівці — Софія Богуславська
- 2017 — Радуга в небі — Анфіса Пилипівна, викладачка дизайну
- 2017 — Підкидьки-2 — Луківна, домробітниця Трофимова
- 2017 — На краю любові — господарка квартири
- 2017 — Капітанша — Ангеліна
- 2018 — Троє в лабіринті — Алла Анатоліївна, головлікар пологового будинку
- 2018 — Голос з минулого — мати Олексія
- 2019 — Маршрути долі
- 2019 — Таємна любов — епізод

## Нагороди та визнання
- 2011 — медаль Франциска Скорини